# Basic English
Ne doit pas être confondu avec Simple English.
Pour les articles homonymes, voir Basic.
Le Basic English (littéralement, « anglais basique » ou « anglais de base », officiellement British Academic Scientific International Commercial), ou en abrégé le Basic, est un sous-ensemble très restreint (850 mots) de la langue anglaise qui forme en soi une nouvelle langue. Cet anglais simplifié est le fruit d'une stratégie explicite de diffusion de la langue anglaise sur le plan international. Il se répand après la Seconde Guerre mondiale.
Le Basic reste entièrement compatible avec l'anglais normal ; il ne suit que des règles provenant sans modification de celui-ci.

## Création
Le Basic English est le fruit du travail, entamé en 1934, par Charles Kay Ogden assisté de I. A. Richards et E. C. Graham. Une partie des travaux sur cette langue eut lieu à l'université Harvard qui publia d'importants ouvrages (livres, films, enregistrements sonores, etc.) pour sa diffusion.

## Objectifs
L'un des objectifs premiers de ce projet était de donner une langue aisément et rapidement assimilable par les peuples issus de la colonisation. Selon Bernard Lecherbonnier :

« Cet anglais élémentaire a été mis au point en 1940 à destination des populations nombreuses, souvent issues d'anciennes colonies, de faible niveau intellectuel, parfois illettrées, qui allaient être appelées à servir dans les armées américaine et britannique pendant la Seconde Guerre mondiale. Le Basic English a permis notamment de former au plus vite les recrues ignorantes de l'anglais en provenance de l'Inde. »

## Caractéristiques
Le Basic reste entièrement compatible avec l'anglais normal ; il ne suit que des règles provenant sans modification de celui-ci ; il est adaptable au point qu'il fut possible de traduire intégralement et fidèlement la Bible (outre de nombreux autres ouvrages).
Les noms se forment à l’aide des terminaisons er (ex. winner) ou ing (ex. building).
Le pluriel des noms se forme en ajoutant s  (drink devient drinks) ou es (box donne boxes, country donne countries).
Les adjectifs se forment à l’aide des terminaisons ing (ex. boiling) ou ed (ex. mixed).
Les adverbes se forment en ajoutant ly aux adjectifs décrivant telle ou telle qualité d’un objet (ex. tight donne tightly).
L’antonyme d’un adjectif se forme en lui ajoutant le préfixe un (ex. wise donne unwise).
Tout terme technique ou spécialisé se met entre guillemets anglais (inverted commas) puis se définit à l'aide de mots du Basic English (ainsi le terme vocabulary sera explicité sous la forme list of words ou word list.

## Ouvrages fondamentaux
Les ouvrages fondamentaux du Basic English sont :
- Le General Basic English Dictionary, fournissant plus de 40 000 définitions de plus de 20 000 mots anglais (normaux) totalement redéfinis en n'utilisant que des mots du Basic English (publication sous la direction de Charles Kay Ogden).
- The Basic Dictionary of Science, édité également (en n'utilisant que les 850 mots du Basic English pour définir 25 000 termes et expressions scientifiques) par E. C. Graham.
- The Pocket Book of Basic English, équivalent du titre English through Pictures de Richards et Christine M. Gibson. Les deux ouvrages sont pratiquement identiques. Le premier titre fit l'objet de plusieurs publications, avec ou sans aides multilingues (recommandations d'utilisation, listes de vocabulaire avec translittération de la prononciation langue par langue), en livre de poche et traite environ les 500 mots majeurs du Basic English et la méthode linguistique en ne se servant que de l'image. Le second titre est la même publication dans le contexte des travaux à l'université de Harvard. Il est alors accompagné de cahiers de travaux d'application et de disques.
- Divers ouvrages didactiques expliquant la grammaire facile, l'usage du vocabulaire intentionnellement restreint (Ogden pensait initialement à 500 mots) pour donner des possibilités d'expression quasi illimitées, les extensions standardisées (doublant, en les prenant toutes, le vocabulaire) pour des usages spéciaux, par exemple termes religieux, etc.

Certains de ces ouvrages sont épuisés et peuvent être consultés dans des bibliothèques.

## Accueil

### Promoteurs
Dès sa création en 1940, le Basic English reçut le soutien actif de Winston Churchill ; dans un entretien radiophonique accordé à la BBC en 1941, il déclara que le Basic English deviendrait après la guerre « the English speaking world ». Le Basic English repose sur une simplification volontaire de la langue sur le plan du lexique — réduit à 850 mots — ainsi que sur le plan syntaxique (les difficultés syntaxiques inhérentes à l'anglais moderne ont été simplifiées). 
Le succès de cet anglais simplifié, considéré d'ailleurs comme « l'arme la plus terrifiante de l'ère moderne », a par ailleurs justifié l'existence d'une tentative similaire pour la langue française ; mais ce projet fut abandonné, les seules tentatives de français simplifié concrétisées étant le français tirailleur, le français fondamental et le français FALC.

### Détracteurs
L'apparition du Basic English a également été rapidement décriée. Parmi ses détracteurs, l'écrivain George Orwell, qui nourrissait une passion notoire « pour la langue anglaise et [avait] un souci militant pour la clarté de style », s'était d'abord montré intéressé par le Basic English, qu'il concevait  comme prometteur d'une plus grande transparence de la langue. Comme l'écrit Jean-Jacques Courtine : 

« Orwell avait à plusieurs reprises manifesté son intérêt pour cette tentative. Il semblait avoir accepté que la "traduction" d'une phrase anglaise en Basic, en vertu de la simplicité de ce dernier, la débarrasserait de l'excès qui pouvait l'encombrer : dans sa transparence ascétique, le Basic English dégonflerait la rhétorique mensongère et dissiperait l'obscurité des figures de style. Un contrôle du sens et de la vérité des énoncés serait enfin possible. »

Si l'invention par Orwell de la novlangue dans 1984 repose bel et bien sur les principes linguistiques qu'il a pu observer dans les discours totalitaires des années 1940, l'intention de l'écrivain était de rendre compte des processus qu'il observait effectivement déjà dans sa propre langue. Selon Jean-Jacques Courtine, l'idée de la novlangue est venue à Orwell avec la diffusion du Basic English. La novlangue constituerait une satire du Basic English au moyen de laquelle Orwell « montre à quel point le désir d'une langue transparente peut s'achever dans la pire des obscurités ».